# Méthode de Boucherot
La méthode de Boucherot permet, en régime sinusoïdal de tension et de courant, de calculer la puissance totale consommée par une installation électrique comportant plusieurs dipôles électriques de facteur de puissance divers, ainsi que l'intensité totale appelée. 

Cette méthode mise au point par Paul Boucherot, permet de faire des calculs selon un formalisme de type vectoriel sans utiliser la représentation de Fresnel trop lourde lorsque l'on est en présence de nombreux dipôles. 

## Démarche générale
Dans le cadre d'une étude d'une installation, il faut calculer :
- la puissance totale consommée : c’est ce que l’on paie ;
- l'intensité absorbée : pour le dimensionnement des câbles, disjoncteurs, sectionneur, etc. et choix de l’abonnement ;
- le facteur de puissance global lorsque c'est utile (installations alimentées en haute tension, généralement industrielles) ;
- la valeur des condensateurs s'il y a lieu d'améliorer le facteur de puissance.

## Théorème de Boucherot
Théorème —  Si un circuit contient n composants linéaires, alimentés par une tension sinusoïdale, absorbant chacun une puissance active Pi et une puissance réactive Qi alors les puissances totales du circuit vérifient :
{\displaystyle \mathrm {P_{T}} =\sum _{i=1}^{n}\mathrm {P} _{i}} ;
{\displaystyle \mathrm {Q_{T}} =\sum _{i=1}^{n}\mathrm {Q} _{i}}.
La conservation des puissances actives est une version de la conservation de l'énergie et n'implique aucune condition de fréquence.
Par contre l'égalité concernant les puissances réactives n'est valide que dans les circuits dont tous les éléments fonctionnent à la même fréquence.
Si on considère les puissances apparentes Si on a :
{\displaystyle \mathrm {S_{T}} ={\sqrt {\mathrm {P_{T}} ^{2}+\mathrm {Q_{T}} ^{2}}}}
mais en présence de puissance déformante (fréquences différentes) Si devient :
{\displaystyle \mathrm {S_{T}} ={\sqrt {\mathrm {P_{T}} ^{2}+\mathrm {Q_{T}} ^{2}+\mathrm {D_{T}} ^{2}}}}
où: {\displaystyle \mathrm {D_{T}} \neq \sum _{i=1}^{n}\mathrm {D} _{i}}.
et: {\displaystyle \mathrm {S_{T}} \neq \sum _{i=1}^{n}\mathrm {S} _{i}}.

## Démonstration du théorème
Deux dipôles ne pouvant être associés qu'en série ou en parallèle, on va démontrer le théorème pour une association en série et en parallèle.

### Association en série
Soient {\displaystyle n} dipôles linéaires associés en série. Chaque dipôle {\displaystyle k} possède une impédance {\displaystyle {\underline {Z}}=R_{k}+jX_{k}}, est traversé par un courant {\displaystyle {\underline {i}}} d'expression {\displaystyle {\sqrt {2}}I_{eff}e^{j\varphi _{i}}e^{j\omega t}} et dont la tension {\displaystyle {\underline {u_{k}}}} à ses bornes est d'expression {\displaystyle {\sqrt {2}}U_{k_{eff}}e^{j\varphi _{u_{k}}}e^{j\omega t}}.
D'après la loi d'Ohm et loi des mailles, on peut écrire :
{\displaystyle {\underline {u}}=\sum _{k=1}^{n}{\underline {u_{k}}}={\underline {i}}\sum _{k=1}^{n}{\underline {Z_{k}}}\iff {\sqrt {2}}U_{eff}e^{j\varphi _{u}}e^{j\omega t}={\sqrt {2}}I_{eff}e^{j\varphi _{i}}e^{j\omega t}(\sum _{k=1}^{n}R_{k}+j\sum _{k=1}^{n}X_{k})}
D'où :
{\displaystyle U_{eff}e^{j\varphi }=\sum _{k=1}^{n}R_{k}I_{eff}+j\sum _{k=1}^{n}X_{k}I_{eff}}
En identifiant partie réelle et partie imaginaire, on peut en déduire le système suivant :
{\displaystyle {\begin{cases}U_{eff}cos(\varphi )=\displaystyle \sum _{k=1}^{n}R_{k}I_{eff}\\\\U_{eff}sin(\varphi )=\displaystyle \sum _{k=1}^{n}X_{k}I_{eff}\end{cases}}}
Et donc en multipliant par {\displaystyle I_{eff}} :
{\displaystyle {\begin{cases}P_{T}=\displaystyle \sum _{k=1}^{n}P_{k}\\\\Q_{T}=\displaystyle \sum _{k=1}^{n}Q_{k}\end{cases}}}

### Association en parallèle
Soient {\displaystyle n} dipôles linéaires associés en parallèle. Chaque dipôle {\displaystyle k} possède une impédance {\displaystyle {\underline {Z}}=R_{k}+jX_{k}}, est traversé par un courant {\displaystyle {\underline {i_{k}}}} d'expression {\displaystyle {\sqrt {2}}I_{k_{eff}}e^{j\varphi _{i_{k}}}e^{j\omega t}} et dont la tension {\displaystyle {\underline {u}}} à ses bornes est d'expression {\displaystyle {\sqrt {2}}U_{eff}e^{j\varphi _{u}}e^{j\omega t}}.
D'après la loi des nœuds et la loi d'Ohm, on peut écrire :
{\displaystyle {\underline {i}}=\sum _{k=1}^{n}{\underline {i_{k}}}={\underline {u}}\sum _{k=1}^{n}{\frac {1}{\underline {Z}}}={\underline {u}}\sum _{k=1}^{n}{\frac {1}{R_{k}+jX_{k}}}={\underline {u}}\sum _{k=1}^{n}{\frac {R_{k}-jX_{k}}{R_{k}^{2}+X_{k}^{2}}}}
Donc :
{\displaystyle \displaystyle {\sqrt {2}}I_{eff}e^{j\varphi _{i}}e^{j\omega t}={\sqrt {2}}U_{eff}e^{j\varphi _{u}}e^{j\omega t}\sum _{k=1}^{n}{\frac {R_{k}-jX_{k}}{R_{k}^{2}+X_{k}^{2}}}}
Et donc encore :
{\displaystyle \displaystyle I_{eff}e^{-j\varphi }=\sum _{k=1}^{n}{\frac {R_{k}}{R_{k}^{2}+X_{k}^{2}}}U_{eff}-j\sum _{k=1}^{n}{\frac {X_{k}}{R_{k}^{2}+X_{k}^{2}}}U_{eff}}
En identifiant les parties réelles et imaginaires :
{\displaystyle {\begin{cases}\displaystyle I_{eff}cos(\varphi )&=&\displaystyle \sum _{k=1}^{n}{\frac {R_{k}}{R_{k}^{2}+X_{k}^{2}}}U_{eff}\\\\I_{eff}sin(\varphi )&=&\displaystyle \sum _{k=1}^{n}{\frac {X_{k}}{R_{k}^{2}+X_{k}^{2}}}U_{eff}\end{cases}}}
Et donc en multipliant par {\displaystyle U_{eff}} :
{\displaystyle {\begin{cases}P_{T}=\displaystyle \sum _{k=1}^{n}P_{k}\\\\Q_{T}=\displaystyle \sum _{k=1}^{n}Q_{k}\end{cases}}}
Et donc, les puissances actives et réactives se sommant pour des associations en série et en parallèle, on a donc terminé notre démonstration.